# Reinange
Reinange est une ancienne commune de la Moselle rattachée à Volstroff en 1811.

## Géographie
Reinange se situe à l'ouest de Volstroff.

## Toponymie
- Reninga (1606), Rinange (1634), Rainigen (1681), Ranange (1712)[1], Reningen (1871-1918).
- En francique lorrain: Rënnéngen et Rënnéng.

## Histoire
Reinange était le siège d'un fief et d'une justice haute, moyenne et basse mouvant du roi de France en 1682. 

Était siège d'une cure de l'archiprêtré de Thionville.

## Démographie
| 1793 | 1800 | 1806 |
| ---- | ---- | ---- |
| 164  | 130  | 201  |